# Berijev Be-2
Berijev Be-2 (původní označení KOR-1) byl jednomotorový průzkumný dvoumístný plovákový letoun, zavedený do služby v sovětském námořnictvu krátce před druhou světovou válkou. Byl navržen jako náhrada zastaralého licenčně vyráběného typu Heinkel HD 55 (KR-1), operujícího z válečných lodí a pobřežních základen.

## Vývoj
Be-2 byl celokovový dvouplošník, s nekrytými prostory pilota a pozorovatele, umístěnými za sebou. Křídla byla vyztužená, ale navržena tak, aby se dala složit pro uložení na válečné lodi. Podvozek tvořil velký centrální plovák a dva menší vyrovnávací plováky pod spodním křídlem. Stroj byl poháněn motorem Švecov M-25 (licence amerického Wright R-1820), hvězdicovým vzduchem chlazeným devítiválcem o výkonu 522 kW (700 k).
Od samého počátku letoun vykazoval vážné obtíže při manipulaci a problémy s údržbou. Nicméně, vzhledem k nedostatku vhodné alternativy, byl stroj dán do výroby.

## Služba
Problémy se stabilitou na vodě při pojíždění a s údržbou motoru nebyly nikdy zcela vyřešeny, takže v praxi byla role Be-2 omezena na cvičné a pomocné úkoly. Častěji byl nasazen ze země než z válečných lodí, jak bylo původně plánováno. Navíc zpoždění v modernizaci křižníků způsobilo, že vhodné katapulty na nich byly instalovány až zhruba v roce 1939.
Po vypuknutí války s Německem bylo od pokusů nasadit problémové letouny z lodí upuštěno. Na počátku války byly na Baltském moři nasazeny z pozemních základen jako průzkumné a záchranné, jejich plovákový podvozek byl nahrazen koly. Některé stroje byly použity jako bitevní během obléhání Sevastopolu. Typ byl vyřazen z provozu v roce 1942.

## Specifikace

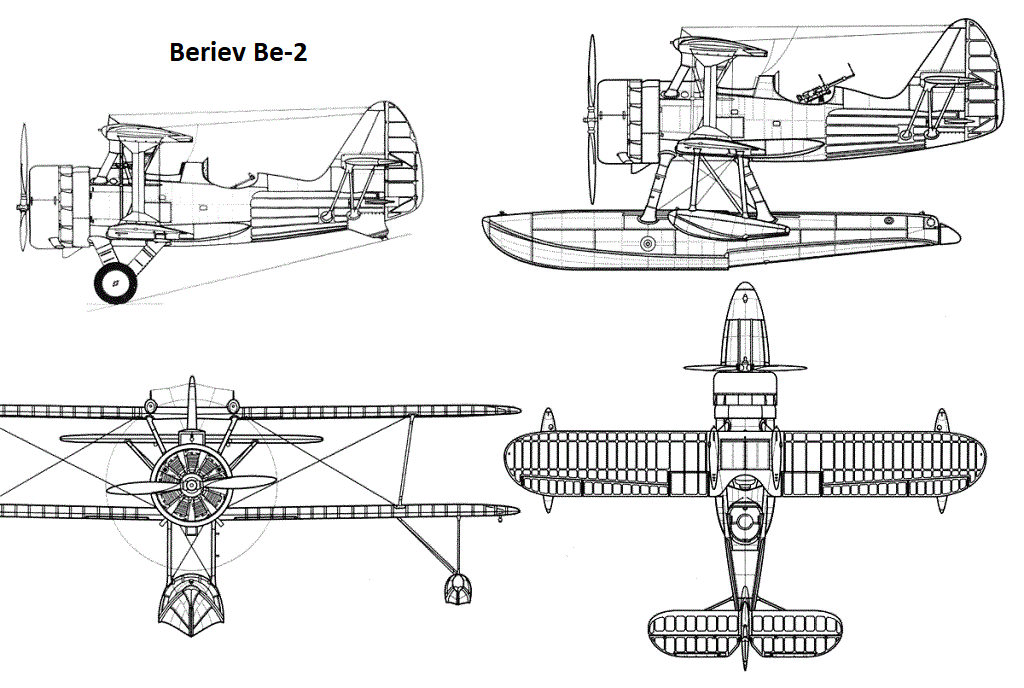
Berijev Be-2

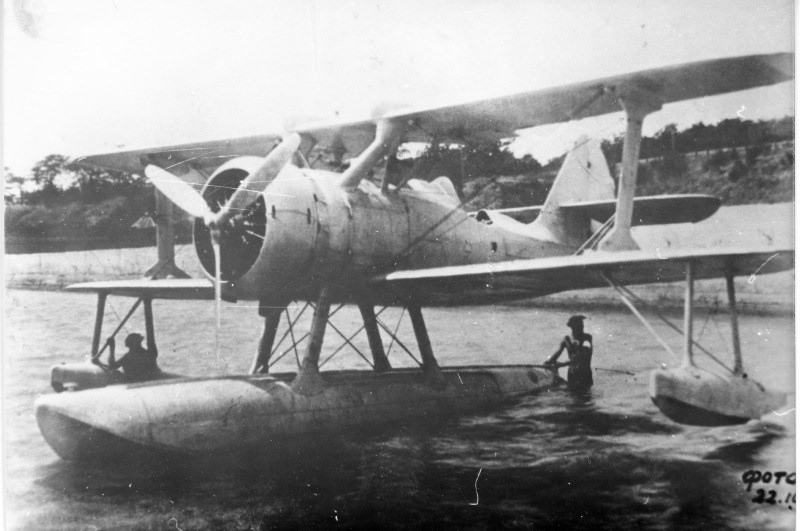
Berijev KOR-1

### Technické údaje
- Osádka: 2, pilot a pozorovatel
- Délka: 8,67 m
- Výška: 3,80 m
- Rozpětí: 11,00 m
- Nosná plocha: 29,3 m²
- Hmotnost prázdného letounu: 1 800 kg
- Vzletová hmotnost: 2 686 kg
- Pohonná jednotka: 1 × hvězdicový motor Švecov M-25A o výkonu 522 kW (700 k)

### Výkony
- Maximální rychlost: 245 km/h
- Dolet: 1000 km
- Dostup: 6 600 m

### Výzbroj
- 2 × pevný kulomet ŠKAS ráže 7,62 mm
- 1 × pohyblivý kulomet ŠKAS ráže 7,62 mm
- 100 kg pum